# Єсманівці (Вілейський район)
Єсманівці (біл. вёска Ясьманаўцы) — село в складі Вілейського району Мінської області, Білорусь. Село підпорядковане В'язинській сільській раді, розташоване в північній частині області.

## Історія
З 1793 після другого розділу Речі Посполитої Ярмоличі, як і вся Вілейщина, входила до складу Російської імперії, був утворений Вілейський повіт у складі спочатку Мінської губернії, а з 1843 - Віленської губернії.
У 1921–1945 роках застінок знаходилось у Польщі, у Вільнюськім воєводстві, Вілейського повіту, у гміні В'язинь .

## Населення
- 1921 рік — 179 людини, 30 будинків[2]
- 1931 рік — 169 людини, 31 будинків[3].